# Къща на Кокашвили
Къща на Кокашвили е къща на ул. „Петко Каравелов“ № 1 във Варна.
Къщата е построена в края на 1920-те години за нуждите на банкера Кокашвили, който е евреин от Грузия, заселил се във Варна вероятно между 1900 и 1910 г. Фасадата е стилно орнаментирана, а къщата е с характерни външно и вътрешно стълбище. Дъщерята на банкера Белина е леля на пианиста Алексис Вайсенберг. През 1940 – 1941 г., след като обстановката в България става несигурна, семейството емигрира в Палестина. По-късно къщата е продадена. В днешно време в нея се помещава банка „УниКредит Булбанк“.